# シュレフ県
シュレフ県（アラビア語: ولاية الشلف Chlef、ベルベル語: Tamnaḍt n Clef）は、アルジェリアの県（ウィラーヤ）。県都はシュレフで、その他の都市に地中海岸のテネスがある。人口は100万を超える。

## 隣接する県
- ティパザ県
- アインデフラ県
- ティセムシルト県
- ルリザンヌ県
- モスタガネム県

## 下位行政区画
13の地区（ダイラ）と35の基礎自治体からなる。